# Paraphylax badius
Paraphylax badius är en stekelart som beskrevs av Henry Keith Townes, Jr. 1958. Paraphylax badius ingår i släktet Paraphylax och familjen brokparasitsteklar. Inga underarter finns listade i Catalogue of Life.